# باشگاه فوتبال بدفونت اسپورتس
باشگاه فوتبال بدفونت اسپورتس (به انگلیسی: Bedfont Sports Football Club) یک باشگاه فوتبال در شهر بدفونت، کشور انگلستان است که در سال ۱۹۶۲ میلادی تأسیس شده‌است.